# Football Club Fontainemelon
Le Football Club Fontainemelon est un club de football de la commune de Fontainemelon en Suisse, fondé en 1938. Sa première équipe a été active en première et seconde Ligue.
En 2016, le FC Fontainemelon fusionne avec l’US Les Geneveys-sur-Coffrane, ce qui donne naissance au FC Val-de-Ruz .

## Historique

### 1964-1969: première ligue
La première équipe du FC Fontainemelon joue durant 5 saisons (1964-1969) en Première Ligue (troisième division à l'époque),.

## Personnalités
- Jean-Pierre Baudois, ancien Président de l’ANF fut entraîneur-joueur du FCF durant 14 saisons.
- Jean-Marc Jaquet a fait ses classes juniors au club avant de d'être joueur en Ligue Nationale.
- Illario Mantoan a fait toutes ses classes juniors au sein de club avant de jouer en ligue nationale à Neuchâtel Xamax, à Bulle, à La Chaux-de-Fonds puis retour à Fontainemelon en tant qu’entraîneur.
- Freddy Rumo, ancien joueur du club, fut Président de la Ligne Nationale Suisse de Football.